# 比肯多夫
比肯多夫是德国莱茵兰-普法尔茨州的一个市镇。总面积5.49平方公里，总人口482人，其中男性247人，女性235人（2011年12月31日），人口密度88人/平方公里。